# Śmierć komiwojażera (film 1985)
Śmierć komiwojażera (ang. Death of a Salesman) – amerykański dramat filmowy z 1985. Jest to zrealizowana przez Volkera Schlöndorffa telewizyjna adaptacja popularnej sztuki dramaturga Arthura Millera pod tym samym tytułem. Główną rolę, Willy’ego Lomana zagrał Dustin Hoffman.

## Obsada
- Dustin Hoffman – William „Willy” Loman
- Kate Reid – Linda Loman, żona Willy’ego
- John Malkovich – Biff Loman, starszy syn Willy’ego
- Stephen Lang – Harold Loman, młodszy syn Willy’ego
- Charles Durning – Charley, sąsiad Willy’ego
- David S. Chandler – Bernard, syn Charleya
- Louis Zorich – Ben Loman, brat Willy’ego
- Jon Polito – Howard Wagner, szef Willy’ego
- Linda Kozlowski – panna Forsythe, dziewczyna w restauracji (prostytutka)
- Karen Needle – Letta, przyjaciółka panny Forsythe
- Kathryn Rossetter – kobieta w hotelu w Bostonie, z którą Willy zdradził Lindę
- Tom Signorelli – starszy kelner
- Michael Quinlan – młodszy kelner
- Anne McIntosh – Jenny, sekretarka Charleya

## Fabuła
63-letni Willy Loman jest objazdowym sprzedawcą; tzw. komiwojażerem. Całe swoje życie ciężko pracował, ale tak naprawdę nic nie osiągnął. Ciągle wierzy, że któryś z jego synów odniesie tak pożądany przez niego sukces. Ich wzajemne relacje są pasmem ciągłych konfliktów. Willy w końcu zaczyna rozumieć, że żaden z jego synów nie spełni jego oczekiwań...
Ekranizacja  sztuki Millera jest gorzkim rozliczeniem z amerykańskim kultem sukcesu pokazanym na przykładzie dramatu rodziny Lomanów.